# 遼瀋道
遼瀋道（りょうしん-どう）は中華民国北京政府により設置された遼寧省の道。

## 沿革
1913年（民国2年）2月、南路道として成立、観察使は営口県に置かれ、下部に海城、蓋平、遼中、遼陽、営口、金県、復県、岫岩、荘河の9県を管轄した。同年9月、中路道及び西路道が廃止されたことから管轄地域が拡大し、瀋陽、鉄嶺、開原、錦県、広寧、綏中、義県、寧遠、盤山、錦西、新民、北鎮、彰武、東平、西安、西豊の各県が加わり21県の管轄となっている。1914年（民国3年）7月、遼瀋道と改称され、観察使も道尹と改められた。1929年（民国18年）に廃止されている。

## 行政区画
廃止直前の下部行政区画は下記の通り。（50音順）
- 営口県
- 開原県
- 海城県
- 蓋平県
- 義県
- 錦県
- 錦西県
- 黒山県
- 興城県
- 彰武県
- 新民県
- 瀋陽県
- 綏中県
- 西安県
- 西豊県
- 台安県
- 鉄嶺県
- 東豊県
- 盤山県
- 北鎮県
- 遼中県
- 遼陽県